# Die unsichtbaren Städte
Die unsichtbaren Städte (italienischer Originaltitel: Le città invisibili) ist der Titel eines 1972 erschienenen Buches von Italo Calvino. Die deutsche Erstübersetzung von Heinz Riedt erschien 1977 im Carl Hanser Verlag, München, und zugleich im Verlag Volk und Welt, Berlin (DDR). Im Gegensatz zum Original trug sie die Gattungsbezeichnung „Roman“. Eine Neuübersetzung von Burkhart Kroeber ist 2007 bei Hanser erschienen.

## Inhalt
Eine nacherzählbare „Handlung“ im üblichen Sinn gibt es in diesem Buch nicht, und es ist auch – anders als manchmal behauptet wird – kein Roman (jedenfalls hat sein Autor es nie so genannt, und das Original ist nie so bezeichnet worden), sondern ein singuläres, sich gegen alle Gattungsbezeichnungen sperrendes Stück Literatur. Es besteht aus 55 kurzen Texten, Miniaturen nach Art von Prosagedichten, von denen die kürzesten nur eine halbe, die längsten nicht einmal drei ganze Seiten einnehmen, eingebettet in eine Art Rahmenerzählung, die jedoch eher eine Situationsbeschreibung oder Spielanordnung als eine Erzählung darstellt: Marco Polo, der große venezianische Asien-Reisende im späten 13. Jahrhundert, berichtet dem alternden Mongolenherrscher Kublai Khan, Begründer der Yuan-Dynastie und somit Kaiser von China, an lauschigen Abenden in dessen Palast zu Kambaluk (= Peking), in welche Städte er auf seinen Inspektionsreisen durch das weitläufige Reich gekommen ist. Jeder der 55 Texte skizziert mit knappen Worten eine dieser (fiktiven) Städte, die jeweils eine bestimmte geographische, historische, gesellschaftliche oder allgemein menschliche Situation in ein poetisches Bild fassen und jede mit einem Frauennamen benannt sind. Was anfangs wie eine Galerie zart hingetuschter, filigraner Bilder anmutet, die in sprachlicher Form an Paul Klee oder Salvador Dalí erinnern mögen, verdichtet sich mehr und mehr zu einem beklemmenden Panorama einer von Zerfall und Untergang bedrohten Welt, die der heutigen immer ähnlicher wird. So stellt Kublai Khan am Ende die Frage, ob denn nicht „alles vergebens“ sei, „wenn der letzte Anlegeplatz nur die Höllenstadt sein kann und die Strömung uns in einer immer engeren Spirale dort hinunterzieht“. Worauf Marco Polo die inzwischen berühmt gewordene Antwort gibt:
„Die Hölle der Lebenden ist nicht etwas, das erst noch kommen wird. Wenn es eine gibt, ist es die, die schon da ist, die Hölle, in der wir jeden Tag leben, die wir durch unser Zusammensein bilden. Es gibt zwei Arten, nicht unter ihr zu leiden. Die erste fällt vielen leicht: die Hölle zu akzeptieren und so sehr Teil von ihr zu werden, daß man sie nicht mehr sieht. Die zweite ist riskant und verlangt ständige Aufmerksamkeit und Lernbereitschaft: zu suchen und erkennen zu lernen, wer und was inmitten der Hölle nicht Hölle ist, und ihm Dauer und Raum zu geben.“

## Form
Das in Paris entstandene Buch gehört in Calvinos „kombinatorische“ Phase, die von der experimentellen Literatur des „Ouvroir de littérature potentielle“ (Oulipo) angeregt worden war, aber weit über bloß formale Experimente hinausging. Die Anordnung der 55 Städtebilder folgt einem ausgefeilten Muster: In neun Kapiteln, jeweils ein- und ausgeleitet mit einem Stück der „Rahmenerzählung“, werden elf Reihen von je fünf Städten vorgestellt, jeweils durchnummeriert nach dem Muster „Die Städte und ... 1“ bis „Die Städte und ... 5“ und zyklisch miteinander verschränkt, so dass sich eine Struktur ergibt, die von weitem an das klassische Strophenschema der italienischen Dichtung erinnert: das der gereimten Terzine in Dantes Göttlicher Komödie, auf welche auch – sicher nicht zufällig – der Umstand verweist, dass es gerade neun Kapitel sind, in die Calvino den Zyklus eingeteilt hat, entsprechend den neun Kreisen der Hölle bei Dante, und dass er am Ende des letzten Kapitels explizit von der Hölle spricht.
So lässt sich dieses Buch, das gewiss Calvinos poetischstes ist, am ehesten als ein modern gebrochenes „Weltpoem“ mit fernen Anklängen an Dante definieren. Calvino selbst sagte dazu einmal in einem Interview mit der New York Times: „Ich glaube, ich habe so etwas wie ein letztes Liebesgedicht an die Stadt geschrieben, in einem Moment, in dem es immer schwieriger wird, sie als Stadt zu erleben.“Ref?
Das Inhaltsverzeichnis, das Calvino bewusst an den Anfang des Buches gestellt hat, macht mit den neun Kapiteln der in elf verschränkten Fünferreihen angeordneten Stadtbeschreibungen – hier ergänzt um die Namen der Städte – den „kombinatorischen“ Aufbau deutlich:
I
Die Städte und die Erinnerung  1 : Diomira
Die Städte und die Erinnerung  2 : Isidora
Die Städte und der Wunsch      1 : Dorothea
Die Städte und die Erinnerung  3 : Zaira
Die Städte und der Wunsch      2 : Anastasia
Die Städte und die Zeichen     1 : Tamara
Die Städte und die Erinnerung  4 : Zora
Die Städte und der Wunsch      3 : Despina
Die Städte und die Zeichen     2 : Zirma
Die fragilen Städte            1 : Isaura
II
Die Städte und die Erinnerung  5 : Maurilia
Die Städte und der Wunsch      4 : Fedora
Die Städte und die Zeichen     3 : Zoe
Die fragilen Städte            2 : Zenobia
Die Städte und der Tausch      1 : Euphemia
III
Die Städte und der Wunsch      5 : Zobeide
Die Städte und die Zeichen     4 : Hypatia
Die fragilen Städte            3 : Armilla
Die Städte und der Tausch      2 : Chloe
Die Städte und die Augen       1 : Valdrada
IV
Die Städte und die Zeichen     5 : Olivia
Die fragilen Städte            4 : Sophronia
Die Städte und der Tausch      3 : Eutropia
Die Städte und die Augen       2 : Zemrude
Die Städte und der Name        1 : Aglaura
V
Die fragilen Städte            5 : Ottavia
Die Städte und der Tausch      4 : Ersilia
Die Städte und die Augen       3 : Baucis
Die Städte und der Name        2 : Leandra
Die Städte und die Toten       1 : Melania
VI
Die Städte und der Tausch      5 : Esmeralda
Die Städte und die Augen       4 : Phyllis
Die Städte und der Name        3 : Pyrrha
Die Städte und die Toten       2 : Adelma
Die Städte und der Himmel      1 : Eudoxia
VII
Die Städte und die Augen       5 : Moriana
Die Städte und der Name        4 : Clarice
Die Städte und die Toten       3 : Eusapia
Die Städte und der Himmel      2 : Bathseba
Die fortdauernden Städte       1 : Leonia
VIII
Die Städte und der Name        5 : Irene
Die Städte und die Toten       4 : Argia
Die Städte und der Himmel      3 : Thekla
Die fortdauernden Städte       2 : Trude
Die verborgenen Städte         1 : Olinda
IX
Die Städte und die Toten       5 : Laudomia
Die Städte und der Himmel      4 : Perinthia
Die fortdauernden Städte       3 : Procopia
Die verborgenen Städte         2 : Raissa
Die Städte und der Himmel      5 : Andria
Die fortdauernden Städte       4 : Cäcilia
Die verborgenen Städte         3 : Marotia
Die fortdauernden Städte       5 : Penthesilea
Die verborgenen Städte         4 : Theodora
Die verborgenen Städte         5 : Berenike

## Wirkung
Der Name der Protagonistin Irene in Herta Müllers Erzähl-Collage Reisende auf einem Bein (1989) leitet sich von der imaginierten Stadt Irene bei Calvino her. Müller lässt die Passage bei Calvino von dem deutschen Mann Franz zitieren, wo „die Stadt als Frau – ob als Hure oder Mutter – und Begehren nach ihr“ in transformierter Perspektive wieder auftauchen. Denn auch bei Müller versinnbildlicht Irene das Transitorische, allerdings aus der Perspektive einer deutschsprachigen Frau, die in den 1980er Jahren vor dem Mauerfall als Fremde in der Bundesrepublik lebt, so Antje Harnisch in ihrer Analyse von Müllers Werk.

## Ausgaben
- Le città invisibili, Einaudi, Turin 1972, ISBN 88-06-04763-9; Neuausgabe Mondadori, Mailand 1993, 2002, ISBN 88-04-42554-7
- Die unsichtbaren Städte. Roman, übersetzt von Heinz Riedt, Hanser, München 1977, ISBN 3-446-12326-1; dtv 1985, ISBN 3-423-10413-9
- Die unsichtbaren Städte, neu übersetzt von Burkhart Kroeber, Hanser, München 2007, ISBN 978-3-446-20828-5; dtv 2009, ISBN 978-3-423-10413-5; Fischer TB, Frankfurt a. M. 2013.

## Sekundärliteratur
- Holger Voss: Mythos und Utopie der Stadt. Italo Calvinos 'Le cittá invisibili' , Diss., Düsseldorf 1985
- Felix Keller: Unsichtbare Städte, in: Hermeneutische Blätter 1/2, 2007, S. 261–272